# The Deception (film 1912 Reliance)
The Deception è un cortometraggio muto del 1912. Il nome del regista non viene riportato nei credit del film che aveva come interpreti Henry B. Walthall e Gertrude Robinson.

## Trama
Contro la volontà di suo padre, Walter sposa segretamente la giovane di cui è innamorato, una ragazza molto al di sotto del suo ceto. Quando però resta ferito nella fabbrica del padre, è costretto a rivelare il suo segreto, dopo aver insistito per avere accanto a sé la moglie. Suo padre trova una busta indirizzata alla ragazza con la grafia di suo figlio. Pensa allora di usarla per dividere i due giovani. Vi infila un assegno di cinquemila dollari e, dopo aver sigillata la busta, la consegna alla ragazza dicendole che suo figlio non la vuole più vedere e che vuole liquidarla con una somma di denaro. Lei, indignata, getta per terra la busta, rifiutando la proposta. A Walter viene detto che sua moglie non vuole venire da lui e lui, nelle sue condizioni, non è in grado di sapere la verità. Avendo ormai perso qualsiasi interessa per la vita, Walter non migliora. Intanto l'assegno è stato incassato e suo padre crede che la nuora abbia accettato l'accordo propostole. Nonostante tutto, per salvare il figlio, va a cercarla. Scopre però che la donna è stata costretta dal padre a girare l'assegno a suo nome e che i soldi li ha presi lui. Rendendosi conto della sua onestà, si scusa con lei e la porta finalmente da suo marito.

## Produzione
Il film venne prodotto dalla Reliance Film Company.

## Distribuzione
Distribuito dalla Motion Picture Distributors and Sales Company, il film - un cortometraggio di una bobina - uscì nelle sale cinematografiche degli Stati Uniti il 24 gennaio 1912.